# Свети Георги убива змея
„Свети Георги убива змея“ (на сръбски: Свети Георгије убива аждаху) е игрален филм от 2009 година (исторически, военен, мелодрама), съвместна продукция между Сърбия, Босна и Херцеговина и България на режисьора Сърджан Драгоевич, по сценарий на Душан Ковачевич. Оператор е Душан Йоксимович. Музиката във филма е композирана от Александър Ранджелович.

## Състав

### Актьорски състав
| Роля                       | Изпълнител                |
| -------------------------- | ------------------------- |
| Джордже                    | Лазар Ристовски           |
| Гаврило Вукович            | Милутин Милошевич         |
| Катарина                   | Наташа Янич Меланчич      |
| Алекса Вукович             | Бора Тодорович            |
| Миле Вукович               | Зоран Цвиянович           |
| първата сестра             | Милица Остойич            |
| Славка, лелята на Катарина | Милена Дравич             |
| свещеникът                 | Драган Николич            |
| капитан Тасич              | Бранислав Лечич           |
| певецът Райко              | Борис Миливоевич          |
| учителят Мичуч             | Младен Андреевич          |
| циганинът Минта            | Стефан Данаилов           |
| Микан                      | Сърджан Тимаров           |
| сирачето Ване              | Предраг Васич             |
| Зоя                        | Боян Жирович              |
| Елена                      | Милена Предич             |
| Нинко Белотич              | Слободан Нинкович         |
| Лука кривия                | Бранислав Зеремски        |
| Войо                       | Срджан Милетич            |
| Дане                       | Горан Евтич               |
| Гаврило Принцип            | Душко Мазалица            |
| Гойко                      | Деян Зорич                |
| младши сержант Милко       | Александар Стойкович      |
| майор                      | Миодраг Крстович          |
| немски пилот               | Срджан Драгоевич          |
|                            | Любомир Бандович          |
| (архив)                    | Херцогиня София Хохенберг |
| (архив)                    | Ерцхерцог Франц Фердинанд |

## Награди
- Международен кинофестивал в Монреал, Канада – 2009